# Travelling Without Moving
Travelling Without Moving ist das dritte Studioalbum der britischen Band Jamiroquai aus dem Jahr 1996.

## Entstehung und Veröffentlichung
Die Erstveröffentlichung von Travelling Without Moving erfolgte am 9. September 1996 bei Sony Soho Square. Das Album erschien in seiner Originalausführung als CD mit 13 Titeln (Katalognummer: 483999 2). Am 22. März 2013 erschien es erstmals als LP-Ausführung bei Music On Vinyl (Katalognummer: MOVLP731). Im Jahr 2017 erschien es ebenfalls als LP bei Sony Music (Katalognummer: 88985453901).
Geschrieben wurden die Lieder von Jamiroquai-Frontmann Jay Kay, zusammen mit wechselnden Koautoren. Für die Produktion zeichneten alle Jamiroquai-Mitglieder und Al Stone verantwortlich. Travelling Without Moving ist das letzte Album, auf dem Bassist Stuart Zender mitwirkte, der die Band danach aufgrund eines Konflikts mit Jay Kay verließ.

## Stil
Das Album hat einen facettenreicheren Sound als die vorhergehenden Alben mit mehreren instrumentellen Stücken, einem größeren elektronischen Einfluss, z. B. auf "Alright", und stellt eine Mischung von synthetischen Klängen und Anflügen von Acid Jazz dar.

## Titelliste
1. Virtual Insanity
2. Cosmic Girl
3. Use the Force
4. Everyday
5. Alright
6. High Times
7. Drifting Along
8. Didjerama
9. Didjital Vibrations
10. Travelling Without Moving
11. You Are My Love
12. Spend a Lifetime

In anderen Versionen hatte das Album verschiedene Bonustitel:
13. Do You Know Where You’re Coming From (Japan, UK Re-release)
13./14. Funktion (Brasilien, USA, UK Re-release)
Es erschien weiterhin eine Doppel-CD mit Remixes bekannter House-Interpreten wie Roger Sanchez, Todd Terry und David Morales.
Auf zusätzlichen Singleauskoppelungen erschienen folgende, nicht auf dem Album erhältliche Lieder:
- Bullet (Virtual Insanity Single)
- Slipin’N’Slidin (Cosmic Girl Single)

## Singleauskopplungen
Das Album brachte mit den ausgekoppelten Singles Virtual Insanity und Cosmic Girl zwei große Charthits hervor, mit denen Jamiroquai sich auch auf dem US-Markt durchsetzte. Das Video zu Virtual Insanity mit einem sich scheinbar bewegenden Fußboden gewann bei den MTV Video Music Awards die Auszeichnungen für das beste Video, die besten Spezialeffekte, das beste Drehbuch und Breakthrough Video. Das Lied beginnt zudem mit einem Sound-Sample aus Alien – Das unheimliche Wesen aus einer fremden Welt, nämlich dem Sound der Boot-Sequenz der Nostromo nach dem Empfang des „Notsignals“.
Das Video zu Cosmic Girl spiegelt wie das Design der CD (mit einem an das Ferrari-Logo erinnernden Emblem) und der Motorsound auf dem Titelstück Jay Kays erwachendes Interesse für schnelle Sportwagen wider.
Singles in den Charts

| Jahr | Titel            | Höchstplatzierung, Gesamtwochen, AuszeichnungChartplatzierungen (Jahr, Titel, , Platzierungen, Wochen, Auszeichnungen, Anmerkungen) | Höchstplatzierung, Gesamtwochen, AuszeichnungChartplatzierungen (Jahr, Titel, , Platzierungen, Wochen, Auszeichnungen, Anmerkungen) | Höchstplatzierung, Gesamtwochen, AuszeichnungChartplatzierungen (Jahr, Titel, , Platzierungen, Wochen, Auszeichnungen, Anmerkungen) | Höchstplatzierung, Gesamtwochen, AuszeichnungChartplatzierungen (Jahr, Titel, , Platzierungen, Wochen, Auszeichnungen, Anmerkungen) | Höchstplatzierung, Gesamtwochen, AuszeichnungChartplatzierungen (Jahr, Titel, , Platzierungen, Wochen, Auszeichnungen, Anmerkungen) | Anmerkungen                                                 |
| Jahr | Titel            | DE | AT | CH | UK | US | Anmerkungen                                                 |
| ---- | ---------------- | --- | --- | --- | --- | --- | ----------------------------------------------------------- |
| 1996 | Virtual Insanity | DE63 (14 Wo.)DE | — | CH19 (18 Wo.)CH | UK3 Platin · (11 Wo.)UK | — | Erstveröffentlichung: 19. August 1996 Verkäufe: + 725.000   |
| 1996 | Cosmic Girl      | DE55 (9 Wo.)DE | — | — | UK6 Gold · (12 Wo.)UK | — | Erstveröffentlichung: 25. November 1996 Verkäufe: + 400.000 |
| 1997 | Alright          | DE98 (2 Wo.)DE | — | — | UK6 (6 Wo.)UK | US78 (8 Wo.)US | Erstveröffentlichung: 28. April 1997                        |
| 1997 | High Times       | — | — | — | UK20 (7 Wo.)UK | — | Erstveröffentlichung: 1. Dezember 1997                      |

## Rezeption

### Nachwirkungen
Einige der Songs des Albums wurden für die Soundtracks von Spielfilmen verwendet. So ist der Titel Cosmic Girl im Tanzfilm Center Stage zu hören. Das Stück Use the Force wurde für den Soundtrack des Liebesdramas Sie liebt ihn – sie liebt ihn nicht verwendet.
Cosmic Girl wurde ebenfalls in den ersten Teil des Musikspiels Donkey Konga für den Nintendo GameCube eingebaut.

### Rezensionen
Das Q Magazine (10/96, S. 164) bewertete das Album mit vier von fünf möglichen Sternen.
The Source (2/97, S. 86) - Travelling handelt im wesentlichen von der Metaphysik der guten Unterhaltung...Jamiroquai hat tausende musikalischer Tricks auf Lager; funkige Bläsersätze mit jazzigen Feinheiten verschnürt, dynamische Basslinien und Discorhythmen.

## Kommerzieller Erfolg
Die plötzliche Bekanntheit der Gruppe sorgte auch für einen nachträglichen Verkaufserfolg der bereits veröffentlichten Platten; Emergency on Planet Earth wurde erst drei Jahre nach der Veröffentlichung international bekannt und eines der populärsten Debütalbum der Funkgeschichte genannt.

### Chartplatzierungen
Travelling Without Moving stieg in Deutschland am 23. September 1996 in die Albumcharts ein und erreichte Platz neun. Insgesamt blieb das Album 53 Wochen in den Top 100. In Großbritannien stieg es bis auf Platz zwei und in den US-amerikanischen Billboard 200 bis Platz 24.
| ChartsChartplatzierungen       | Höchstplatzierung | Wochen |
| ------------------------------ | ----------------- | ------ |
| Deutschland (GfK)              | 9 (53 Wo.)        | 53     |
| Österreich (Ö3)                | 9 (16 Wo.)        | 16     |
| Schweiz (IFPI)                 | 3 (28 Wo.)        | 28     |
| Vereinigte Staaten (Billboard) | 24 (62 Wo.)       | 62     |
| Vereinigtes Königreich (OCC)   | 2 (95 Wo.)        | 95     |

| ChartsJahrescharts (1996)    | Platzierung |
| ---------------------------- | ----------- |
| Deutschland (GfK)            | 69          |
| Schweiz (IFPI)               | 37          |
| Vereinigtes Königreich (OCC) | 15          |

| ChartsJahrescharts (1997)    | Platzierung |
| ---------------------------- | ----------- |
| Deutschland (GfK)            | 38          |
| Vereinigtes Königreich (OCC) | 16          |

### Auszeichnungen für Musikverkäufe
Das Album erhielt am 3. November 1997 eine Platinschallplatte für mehr als eine Million verkaufter Alben in den Vereinigten Staaten sowie vier Platinschallplatten in Großbritannien.
| Land/Region                  | Auszeichnungen für Musikverkäufe (Land/Region, Auszeichnung, Verkäufe) | Verkäufe    |
| ---------------------------- | ---------------------------------------------------------------------- | ----------- |
| Argentinien (CAPIF)          | Platin                                                                 | 60.000      |
| Australien (ARIA)            | Platin                                                                 | 70.000      |
| Belgien (BRMA)               | Platin                                                                 | (50.000)    |
| Deutschland (BVMI)           | Gold                                                                   | (250.000)   |
| Europa (IFPI)                | 3× Platin                                                              | 3.000.000   |
| Frankreich (SNEP)            | 2× Platin                                                              | (600.000)   |
| Italien (FIMI)               | 2× Platin                                                              | (200.000)   |
| Japan (RIAJ)                 | 3× Platin                                                              | 600.000     |
| Kanada (MC)                  | 3× Platin                                                              | 300.000     |
| Neuseeland (RMNZ)            | 3× Platin                                                              | 45.000      |
| Niederlande (NVPI)           | Platin                                                                 | (100.000)   |
| Österreich (IFPI)            | Gold                                                                   | (25.000)    |
| Polen (ZPAV)                 | Gold                                                                   | (50.000)    |
| Schweiz (IFPI)               | Platin                                                                 | (50.000)    |
| Spanien (Promusicae)         | Gold                                                                   | (50.000)    |
| Vereinigte Staaten (RIAA)    | Platin                                                                 | 1.000.000   |
| Vereinigtes Königreich (BPI) | 4× Platin                                                              | (1.200.000) |
| Insgesamt                    | 4× Gold · 26× Platin ·                                                 | 5.075.000   |